# Người Celtiberi

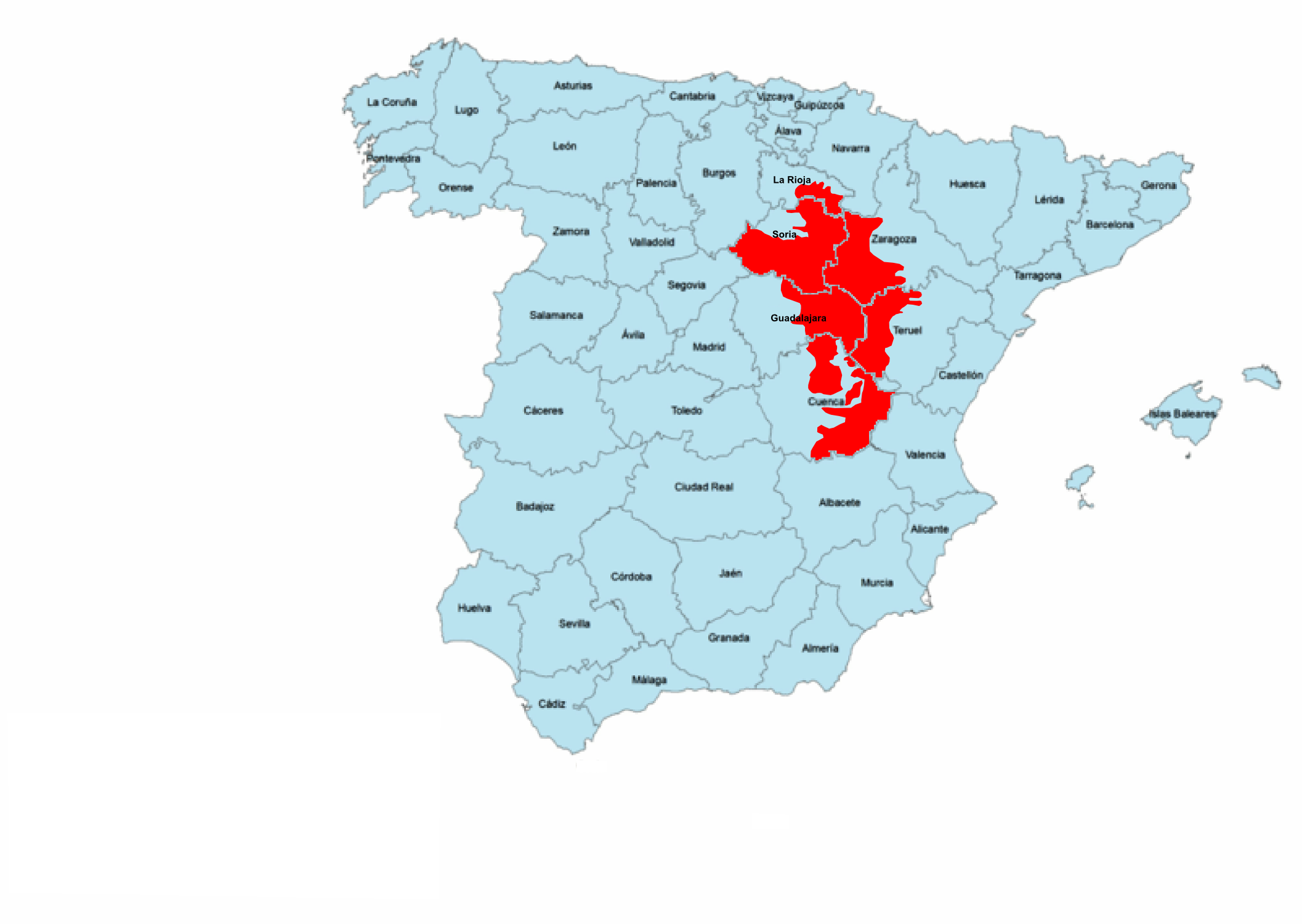
Lãnh thổ của người Celtiberi

Người Celtiberi là một nhánh của người Celt cư ngụ tại khu vực trung tâm ở miền đông của bán đảo Iberia trong những thế kỷ cuối cùng trước công nguyên. Họ đã được một số tác giả cổ đại đề cập một cách rõ ràng như là người Celt(ví dụ: Strabo). Các bộ lạc này nói tiếng Celtiberi và viết nó bằng cách phỏng theo bảng chữ cái của người Iberes. Nhiều bản khắc đã được phát hiện, một vài bản khắc trong số đó mang tính bao quát, điều này cho phép các học giả phân loại tiếng Celtiberi như là một ngôn ngữ của người Celt, có thể là một trong số các ngôn ngữ Hispano-Celt (còn được gọi là tiếng Celt Iberia) được nói ở Iberia trước thời La Mã và đầu thời kỳ Iberia thuộc La Mã. Về mặt khảo cổ học, có nhiều yếu tố kết nối người Celtiberi với người Celt ở Trung Âu, nhưng cũng cho thấy những sự khác biệt lớn với cả văn hóa Hallstatt và văn hóa La Tène.
Vẫn chưa có sự đồng thuận hoàn toàn nào về việc định nghĩa chính xác đối với người Celtiberi giữa các tác giả cổ đại, cũng như các học giả hiện đại. Sông Ebro đã chia cắt vùng đất của người Celtiberia khỏi những dân tộc không nói ngôn ngữ Ấn-Âu một cách rõ ràng. Còn trên các phương diện khác, việc phân định ranh giới thì lại ít rõ ràng hơn. Hầu hết các học giả coi người Arevaci, Pellendones, Belli, Titti và Lusones là các bộ lạc người Celtiberi, và đôi khi là cả người Berones, Vaccaei, Carpetani, Olcades hoặc người Lobetani.